# Cratere Molesworth
Molesworth  è un cratere sulla superficie di Marte.